# Марсіаль Піна
Марсіаль Піна (ісп. Marcial Pina, нар. 23 серпня 1946, Кірос) — іспанський футболіст, що грав на позиції півзахисника, зокрема за «Барселону», а також за національну збірну Іспанії.
По завершенні ігрової кар'єри — тренер.

## Клубна кар'єра
У дорослому футболі дебютував 1964 року виступами за команду «Ельче», в якій провів два сезони, взявши участь у 48 матчах чемпіонату. 
Протягом 1966—1969 років захищав кольори клубу «Еспаньйол».
Своєю грою за останню команду привернув увагу представників тренерського штабу «Барселони», до складу якої приєднався 1969 року. Відіграв за цей каталонський клуб наступні вісім сезонів своєї ігрової кар'єри. Більшість часу, проведеного у складі «Барселони», був основним гравцем команди.
Завершував ігрову кар'єру в мадридському «Атлетіко», за який виступав протягом 1977—1980 років.

## Виступи за збірну
1966 року дебютував в офіційних матчах у складі національної збірної Іспанії.
Загалом протягом десятирічної кар'єри в національній команді провів у її формі 15 матчів.

## Кар'єра тренера
Протягом трьох каденцій у 1990-х і на початку 2000-х тренував «Ельче».